# Northeast Philadelphia Airport
Northeast Philadelphia Airport (IATA: PNE, ICAO: KPNE) is de tweede luchthaven van Philadelphia, Pennsylvania en is gelegen in het stadsdeel Northeast Philadelphia.

## Banen
Northeast Philadelphia Airport heeft twee start- en landingsbanen:
- 6/24 - 7000 ft - 2.134 m
- 15/33 - 5000 ft - 1524 m